# Leptogaster guttiventris
Leptogaster guttiventris là một loài ruồi trong họ Asilidae. Leptogaster guttiventris được Zetterstedt miêu tả năm 1842.